# Stożek napływowy

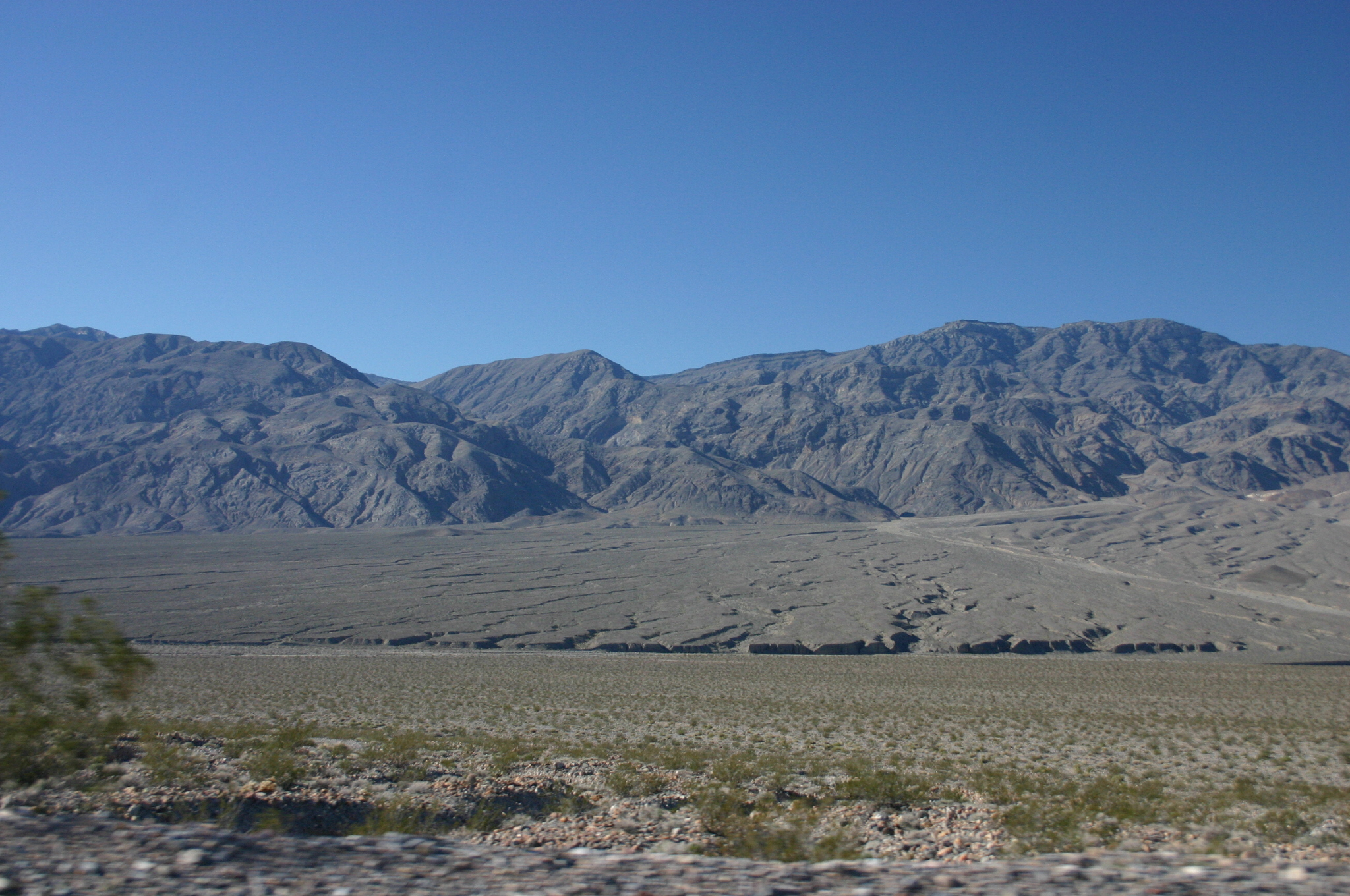
Gigantyczny stożek napływowy w Parku Narodowym Doliny Śmierci

Stożek napływowy – aluwialny stożek, często spotykana forma powierzchni terenu, powstająca na skutek akumulacji (nagromadzania) osadów niesionych przez rzekę lub potok w miejscu wyraźnego zmniejszenia spadku koryta i prędkości płynięcia wody, np. u wylotu doliny bocznej do głównej czy u wylotu doliny górskiej na przedpole. Stożki napływowe mają zwykle kształt wachlarzowaty (stąd nazwa), a ciek w ich obrębie często rozgałęzia się na kilka ramion. Stożek napływowy powstający w miejscu ujścia rzeki do morza lub jeziora nosi nazwę delty.